# Requiem for the Indifferent
| Recensione         | Giudizio |
| ------------------ | -------- |
| Espy Rock          |          |
| Flash Forward      | 85/100   |
| Jukebox Metal      |          |
| Lords of Metal     | 94/100   |
| Metal Assault      |          |
| Metal Underground  |          |
| Metal.de           |          |
| Metalfan.nl        | 92/100   |
| Metallized         | 83/100   |
| Metallus           |          |
| Music Credo        |          |
| Nu.nl              |          |
| RockRebel Magazine |          |
| Rock Sins          |          |
| Sputnikmusic       |          |
| Stormbringer       |          |
| TrueMetal          | 70/100   |
| Zwaremetalen       | 92/100   |

Requiem for the Indifferent è il quinto album in studio del gruppo musicale olandese Epica, pubblicato il 9 marzo 2012 dalla Nuclear Blast.

## Tematiche
Il chitarrista Mark Jansen ha spiegato il significato del titolo dell'album e dell'omonimo brano attraverso una dichiarazione pubblicata sul sito ufficiale del gruppo:
 La titletrack fa riferimento anche alla grande recessione. Gli altri brani trattano invece temi come la primavera araba (Deter the Tyrant), il disastro petrolifero del Golfo del Messico (Deep Water Horizon) la strage di Utøya (Internal Warfare, dedicato alle vittime di Anders Breivik), la libertà d'informazione e il controllo dei media nei regimi dittatoriali (Monopoly on Truth), la ricerca di una via d'uscita dai momenti di crisi emotiva (Stay the Course e Avalanche), e il suicidio visto attraverso varie motivazioni e culture (Serenade of Self-Destruction). Non mancano tuttavia testi più personali e legati al vissuto dei componenti del gruppo: Delirium tratta del periodo affrontato dalla Simons mentre era malata di MRSA, mentre Storm the Sorrow parla di come affronta le critiche e i continui insulti via internet.

## Stile musicale
Secondo parte della critica, l'album risulta più bilanciato e maturo rispetto alle precedenti pubblicazioni degli Epica. Le linee vocali più orecchiabili e pop potrebbero far pensare a un alleggerimento delle sonorità, tuttavia sono presenti vari passaggi di stampo thrash e melodic death. Sono state maggiormente valorizzate soprattutto le influenze progressive metal, portando quindi alla creazione di alcuni brani dalle strutture complesse o che si allontanano un po' dalla classica forma canzone, dinamiche al loro interno e poco prevedibili, con parti aggressive e violente alternate da altre acustiche e calme. Le chitarre inoltre assumono un ruolo ancora più importante rispetto al precedente Design Your Universe e sfruttano anche tecniche come il tremolo picking e il palm mute, mentre la tastiera presentano uno stile maggiormente progressive (con anche un assolo, il primo nella discografia degli Epica) e le orchestrazioni si ritrovano spesso messe in secondo piano. Sono presenti anche parti gothic, doom, power, arabeggianti o con discreti effetti elettronici.
Per quanto riguarda il comparto vocale, Simone Simons assume un ruolo predominante mentre la voce death di Jansen ricopre un ruolo secondario rispetto alla precedenti pubblicazioni. Il modo in cui si alternano voce pulita, voce death e cori è stato definito «eccentrico» e «originale», caratterizzato da cambi repentini e interruzioni. Sono inoltre stati usati dei campionamenti: in Deter the Tyrant di un discorso di Gheddafi e in Serenade of Self-Destruction di spezzoni di servizi telegiornalistici riguardanti suicidi e attentati kamikaze.
Un elemento che invece è stato criticato da una parte della stampa è la produzione, definita da alcuni fredda, con chitarre e batteria dai suoni con poco mordente e soprattutto troppo scarna nelle parti orchestrali; proprio la produzione secondo alcuni fa sembrare Requiem for the Indifferent meno adrenalinico e aggressivo di Design Your Universe. Anche Mark Jansen, nel 2022, ha ammesso di non ritenere adeguato il missaggio di Requiem for the Indifferent, con particolare riferimento al suono delle chitarre. Come spiegato nel libro The Essence of Epica, le scelte di produzione e post-produzione sono legate alla volontà di Sascha Paeth di opporsi alla loudness war. Inoltre a molti acquirenti è stato erroneamente inviato un CD con la versione strumentale di Serenade of Self-Destruction.

## Promozione

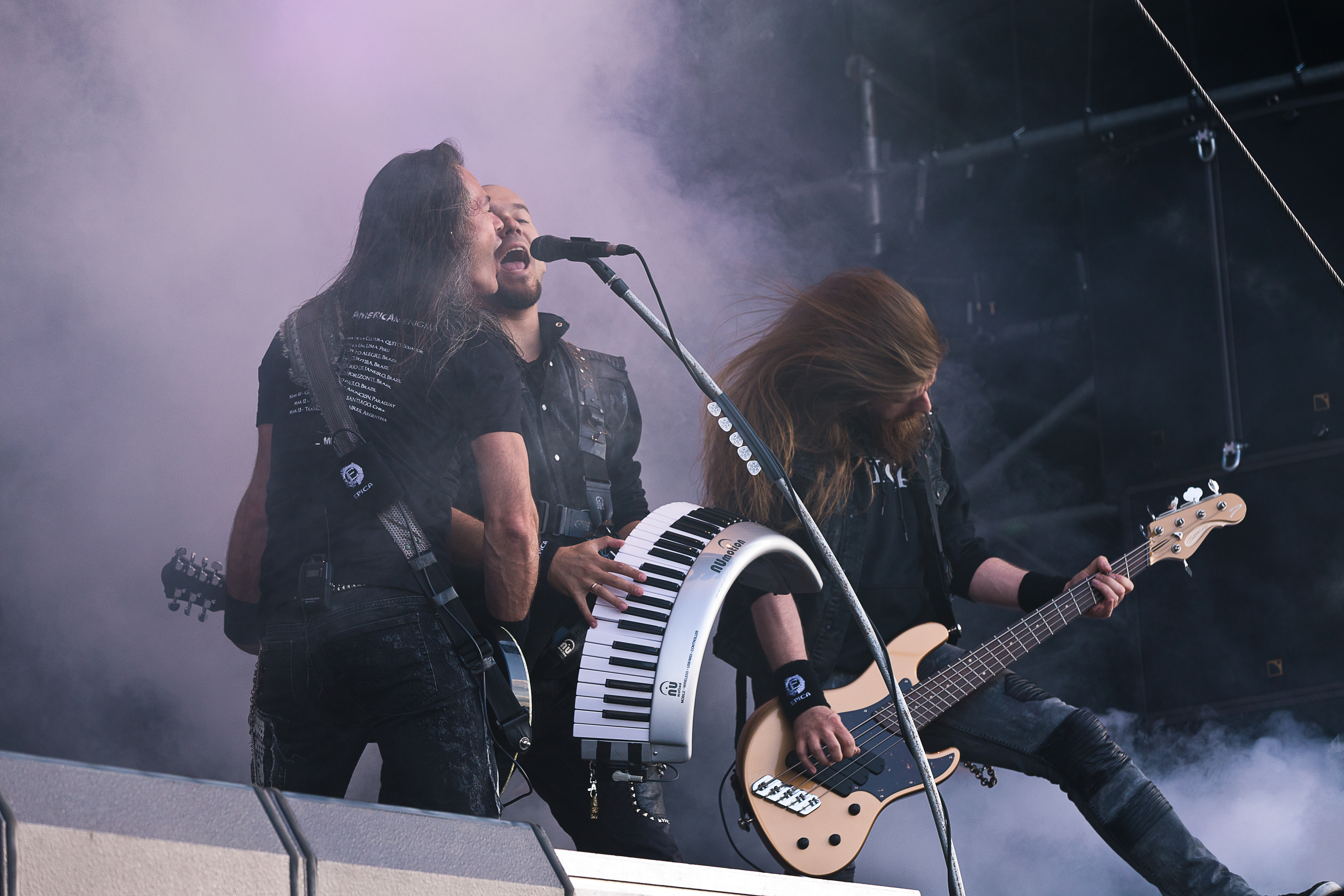
Dehelaye, Janssen e van der Loo durante un concerto

Il 3 febbraio 2012 il gruppo ha pubblicato per il download digitale il singolo Storm the Sorrow, caratterizzato da linee vocali melodiche e influssi elettronici. Il relativo videoclip, girato al termine dello stesso mese ad Amsterdam, è stato pubblicato il 24 aprile.
Il tour mondiale è partito il 10 marzo 2012 e, in Europa, come gruppi di gruppi d'apertura si sono alternati gli Stream of Passion, gli Xandria, i Voices of Destiny, i Katatonia e i ReVamp. Nel tour nordamericano, invece, le band spalla scelte sono state gli Alestorm, gli Insomnium e i System Divide. Per la prima volta gli Epica hanno tenuto concerti anche in vari Stati dell'Oceania, del Sud-est asiatico e dell'Asia orientale. Il tour ha compreso anche vari festival di cui una buona parte da headliner. I concerti tenuti in Messico hanno permesso agli Epica di venire candidati, nell'ottobre 2013, nella categoria "Best Alternative" del premio Lunas del Auditorio.
In occasione del decimo anniversario della nascita degli Epica, la band ha celebrato l'evento con un grande concerto insieme a un'orchestra di settanta elementi e a un coro di quaranta, gli stessi presenti nello show del The Classical Conspiracy - Live in Miskolc, Hungary. L'evento, chiamato Retrospect - 10th Anniversary, si è svolto il 23 marzo 2013 al Klokgebouw di Eindhoven ed è stato ricco di effetti speciali e di ospiti internazionali. Durante il concerto, gli Epica si sono esibiti con canzoni provenienti da tutti e cinque i loro album fino ad allora pubblicati e con un nuovo inedito. Retrospect - 10th Anniversary è durato circa tre ore e quindi è stato il concerto più lungo della carriera degli Epica. Inoltre è stato possibile seguirlo in streaming HD tramite la piattaforma online Live Music Stage. Essendo stato registrato, Retrospect - 10th Anniversary è stato poi pubblicato in due versioni, una con tre DVD e due CD e l'altra con due BD e due CD.
A partire dal primo luglio 2013, gli Epica hanno interrotto momentaneamente le attività dal vivo per permettere a Simone Simons di portare a termine la gravidanza, avvenuta il 2 ottobre del medesimo anno.

## Tracce
1. Karma (Prelude) – 1:32 (testo: Mark Jansen – musica: Mark Jansen, Coen Janssen, Simone Simons)
2. Monopoly on Truth – 7:11 (testo: Mark Jansen, Simone Simons – musica: Isaac Delahaye, Mark Jansen, Simone Simons)
3. Storm the Sorrow – 5:12 (testo: Simone Simons – musica: Coen Janssen, Simone Simons)
4. Delirium – 6:07 (testo: Simone Simons – musica: Coen Janssen, Isaac Delahaye, Simone Simons)
5. Internal Warfare – 5:12 (testo: Simone Simons – musica: Mark Jansen, Isaac Delahaye, Coen Janssen, Frank Schiphorst, Jack Driessen)
6. Requiem for the Indifferent – 8:34 (testo: Mark Jansen – musica: Mark Jansen, Isaac Delahaye)
7. Anima (Interlude) – 1:24 (musica: Mark Jansen)
8. Guilty Demeanor – 3:22 (Mark Jansen)
9. Deep Water Horizon – 6:32 (testo: Simone Simons – musica: Mark Jansen, Isaac Delahaye, Coen Janssen, Jack Driessen)
10. Stay the Course – 4:25 (testo: Mark Jansen – musica: Mark Jansen, Isaac Delahaye, Simone Simons)
11. Deter the Tyrant – 6:37 (testo: Mark Jansen – musica: Isaac Delahaye, Mark Jansen)
12. Avalanche – 6:52 (testo: Simone Simons – musica: Mark Jansen, Isaac Delahaye, Simone Simons)
13. Serenade of Self-Destruction – 9:52 (testo: Simone Simons – musica: Mark Jansen, Isaac Delahaye, Coen Janssen)

Traccia bonus nell'edizione statunitense
1. Twin Flames (Soundtrack Version) – 5:02 (Mark Jansen)

Tracce bonus nelle edizioni Digibook, LP, digitale e giapponese
1. Nostalgia – 3:26 (Mark Jansen)
2. Twin Flames (Regular Version) – 4:47 (Mark Jansen) – presente solo nelle edizioni LP e digitale

## Formazione
Gruppo
- Simone Simons – voce, arrangiamento
- Mark Jansen – chitarra ritmica, grunt e scream, arrangiamento, arrangiamenti orchestrali
- Isaac Delahaye – chitarra solista, arrangiamento, arrangiamenti orchestrali
- Yves Huts – basso, arrangiamento
- Coen Janssen – sintetizzatore, pianoforte, arrangiamento, arrangiamenti orchestrali, conduzione e arrangiamento del coro
- Ariën van Weesenbeek – batteria, grunt, arrangiamento

Altri musicisti
- Linda Janssen, Laura Macrì – soprani
- Amanda Somerville – contralto, cori
- Tanja Eisl – contralto
- Previn Moore – tenore
- Christoph Drescher – basso
- Simon Oberender – voce gregoriana aggiuntiva (traccia 5)
- Miro – arrangiamenti orchestrali

Produzione
- Sascha Paeth – produzione, ingegneria del suono, missaggio
- Epica – produzione
- Simon Oberender – ingegneria del suono, montaggio, mastering
- Olaf Reitmeier – ingegneria del suono, montaggio
- Miro – ingegneria del suono

## Classifiche
| Classifica (2012)          | Posizione massima |
| -------------------------- | ----------------- |
| Australia                  | 36                |
| Austria                    | 33                |
| Belgio (Fiandre)           | 30                |
| Belgio (Vallonia)          | 27                |
| Canada (hard rock)         | 5                 |
| Finlandia                  | 37                |
| Francia                    | 35                |
| Germania                   | 26                |
| Giappone                   | 172               |
| Norvegia                   | 37                |
| Paesi Bassi                | 12                |
| Paesi Bassi (alternative)  | 6                 |
| Portogallo                 | 36                |
| Regno Unito                | 112               |
| Regno Unito (independent)  | 14                |
| Regno Unito (rock & metal) | 2                 |
| Repubblica Ceca            | 49                |
| Spagna                     | 62                |
| Stati Uniti                | 105               |
| Stati Uniti (hard rock)    | 7                 |
| Stati Uniti (independent)  | 15                |
| Stati Uniti (rock)         | 29                |
| Svezia                     | 53                |
| Svizzera                   | 14                |